# (277810) 2006 FV35
(277810) 2006 FV35 est un astéroïde proche de la Terre de taille sub-kilométrique faisant partie du groupe dynamique des astéroïdes Apollon. Il a été découvert par Spacewatch à l'Observatoire national de Kitt Peak, en Arizona, le 29 mars 2006. C'est un quasi-satellite de la Terre. 
Il est également notable pour le faible delta-v nécessaire pour un rendez-vous avec. Bien que sa période orbitale soit presque exactement un an, l'orbite de 2006 FV35 présente une grande excentricité qui l'amène à croiser l'orbite de Vénus et celle de Mars.

## Énergie de transfert
Avec un demi-grand axe de presque exactement 1 unité astronomique, 2006 FV35 a une énergie de transfert relativement faible depuis la Terre. Le delta-v requis pour aller jusqu'à l'astéroïde varie entre 11 et 13 km/s ; ce changement de delta-v oscille sur une période d’environ 200 ans, le coût actuel du transfert avoisinant son maximum de 13 km/s. 